# Dennis Ralston
Dennis Ralston (Bakersfield, 27 luglio 1942 – Austin, 6 dicembre 2020) è stato un tennista statunitense.
Si è aggiudicato cinque titoli dello Slam nel doppio maschile e ha raggiunto altre nove finali nelle varie specialità, fra cui la finale di Wimbledon 1966 nel singolare.
È scomparso nel 2020 all'età di 78 anni a seguito di un tumore.

## Carriera
Nel 1960 arriva alla prima finale nel doppio maschile insieme a Rafael Osuna sui campi di Wimbledon. Nel match decisivo superano Mike Davies e Bobby Wilson con il risultato finale di 7-5, 6-3, 10-8. Agli US Open dello stesso anno arriva alla prima semifinale nel singolare maschile, dove viene sconfitto dalla testa di serie numero uno e futuro vincitore, Neale Fraser.

Agli U.S. National Championships 1961 raggiunge la finale sia nel doppio maschile, insieme a Chuck McKinley, che nel doppio misto insieme a Darlene Hard. Riesce a vincere solo il primo titolo sconfiggendo la coppia messicana formata da Rafael Osuna e Antonio Palafox.

Nel 1962 raggiunge la finale del doppio misto a Wimbledon e nel doppio maschile agli US Open uscendone sconfitto in entrambi gli incontri. Agli U.S. National Championships 1963 si gioca per il terzo anno consecutivo la stessa finale del doppio maschile con il team Ralston-McKinley contro Rafael Osuna e Antonio Palafox e il team statunitense riesce a vincere il secondo titolo con il risultato finale di 9-7, 4-6, 5-7, 6-3, 11-9. Difendono il titolo di doppio anche l'anno successivo a New York superando la coppia britannica formata da Graham Stilwell e Mike Sangster.

Il 1966 è il suo anno migliore, agli Internazionali di Francia vince il titolo nel doppio maschile insieme a Clark Graebner. A Wimbledon arriva alla finale del singolare dove viene sconfitto da Manuel Santana mentre nel doppio misto viene sconfitto in finale insieme a Billie Jean King dalla coppia australiana Margaret Smith Court - Ken Fletcher. Agli US Open viene sconfitto nella finale del doppio maschile insieme a Clark Graebner.

Raggiunge due finali agli US Open 1969, la prima nel doppio maschile insieme a Charles Pasarell e la seconda nel doppio misto assieme a Françoise Dürr, perdendole però entrambe. L'ultima finale la raggiunge al Torneo di Wimbledon 1971 nel doppio maschile insieme ad Arthur Ashe ma ancora una volta viene sconfitto ad un passo dal titolo.

In Coppa Davis ha giocato un totale di trentaquattro match con venticinque vittorie, contribuendo alla conquista del titolo nel 1963.
Viene inserito nell'International Tennis Hall of Fame nel 1987.

## Finali nei tornei del Grande Slam

### Singolare

#### Finali perse (1)
| Anno | Torneo                      | Superficie | Avversario in finale | Punteggio      |
| 1966 | Torneo di Wimbledon, Londra | Erba       | Manuel Santana       | 4–6, 9–11, 4–6 |

### Doppio

#### Vittorie (5)
| Anno | Torneo                            | Superficie  | Compagno       | Avversari in finale           | Punteggio                |
| 1960 | Torneo di Wimbledon, Londra       | Erba        | Rafael Osuna   | Mike Davies Bobby Wilson      | 7–5, 6–3, 10–8           |
| 1961 | U.S. Championships, New York      | Erba        | Chuck McKinley | Rafael Osuna Antonio Palafox  | 6–3, 6–4, 2–6, 13–11     |
| 1963 | U.S. Championships, New York (2)  | Erba        | Chuck McKinley | Rafael Osuna Antonio Palafox  | 9–7, 4–6, 5–7, 6–3, 11–9 |
| 1964 | U.S. Championships, New York (3)  | Erba        | Chuck McKinley | Mike Sangster Graham Stilwell | 6–3, 6–2, 6–4            |
| 1966 | Internazionali di Francia, Parigi | Terra rossa | Clark Graebner | Ilie Năstase Ion Țiriac       | 6–3, 6–3, 6–0            |

#### Finali perse (4)
| Anno | Torneo                           | Superficie | Compagno       | Avversari in finale          | Punteggio                 |
| 1962 | U.S. Championships, New York     | Erba       | Chuck McKinley | Rafael Osuna Antonio Palafox | 4–6, 12–10, 6–1, 7–9, 3–6 |
| 1966 | U.S. Championships, New York (2) | Erba       | Clark Graebner | Roy Emerson Fred Stolle      | 4–6, 4–6, 4–6             |
| 1969 | U.S. Championships, New York (3) | Erba       | Clark Graebner | Ken Rosewall Fred Stolle     | 6–2, 5–7, 11–13, 3–6      |
| 1971 | Torneo di Wimbledon, Londra      | Erba       | Arthur Ashe    | Roy Emerson Rod Laver        | 6–4, 7–8, 8–6, 4–6, 4–6   |

### Doppio misto

#### Finali perse (4)
| Anno | Torneo                           | Superficie | Compagna         | Avversari in finale                  | Punteggio       |
| 1961 | U.S. Championships, New York     | Erba       | Darlene Hard     | Margaret Smith Bob Mark              | 3–6, 2–6        |
| 1962 | Torneo di Wimbledon, Londra      | Erba       | Ann Haydon Jones | Margaret Osborne duPont Neale Fraser | 6–2, 3–6, 11–13 |
| 1966 | Torneo di Wimbledon, Londra (2)  | Erba       | Billie Jean King | Margaret Court Ken Fletcher          | 6–4, 3–6, 3–6   |
| 1969 | U.S. Championships, New York (2) | Erba       | Françoise Dürr   | Margaret Court Marty Riessen         | 4–6, 5–7        |